# بيدرو أورتيز
بيدرو أورتيز هو لاعب كرة قدم إكوادوري في مركز حراسة المرمى، ولد في 19 فبراير 1990 في إسمرالداس في الإكوادور. شارك مع منتخب الإكوادور لكرة القدم. أما مع النوادي، فقد لعب مع نادي ديلفين.

## وصلات خارجية
- بيدرو أورتيز على موقع قاعدة بيانات كرة القدم.إي يو (الإنجليزية)
- بيدرو أورتيز على موقع ناشيونال فوتبول تيمز (الإنجليزية)
- بيدرو أورتيز على موقع Soccerway.com (الإنجليزية)